# Gó Óiwa
Gó Óiwa (* 23. červen 1972) je bývalý japonský fotbalista.

## Klubová kariéra
Hrával za Nagoya Grampus Eight, Júbilo Iwata, Kashima Antlers.

## Reprezentační kariéra
Gó Óiwa odehrál za japonský národní tým v roce 2000 celkem 3 reprezentační utkání.

## Statistiky
| Japonsko | Japonsko | Japonsko |
| Roky     | Záp.     | Góly     |
| -------- | -------- | -------- |
| 2000     | 3        | 0        |
| Celkem   | 3        | 0        |